# Políedre semiregular

El cuboctàedre, un dels 13 sòlids d'Arquimedes.

Diversos autors utilitzen d'una manera diferent el terme políedre semiregular o sòlid semiregular. En la seva definició original, és un políedre amb cares regulars i un grup de simetria transitiu en els seus vèrtexs. En l'actualitat, per a aquesta mena d'estructures, es prefereix el nom de políedre uniforme, seguint la definició proposada per Thorold Gosset el 1990 per als politops semiregulars. Aquests políedres són els següents:
- Els tretze sòlids d'Arquímedes.[3]
- La sèrie infinita de prismes convexos.
- La sèrie infinita de antiprismes convexos.[4]

Tots els políedres uniformes es poden definir plenament amb una configuració de vèrtexs, és a dir, una llista de les cares per nombre de costats segons convergeixen en un vèrtex. Per exemple, 3.5.3.5 representa l'icosaedre, que alterna dos triangles i dos pentàgons al voltant de cada vèrtex. En canvi, 3.3.3.5 representa l'antiprisma pentagonal. A vegades, aquests políedres són anomenats figures isogonals.
A partir del treball de Thorold Gosset: "On the Regular and Semi-Regular Figures in Space of n Dimensions", altres autors, com E. L. Elte, Cromwell, Cundy i Rollett i Harold Scott Mac Donald Coxeter, han utilitzat el terme «políedre semirregular» de diverses maneres. Entre d'altres, les següents:
- Tres sèries de políedres estavellats, anàlegs a la definició de Gosset.
- Els políedres duals dels sòlids d'Arquímedes, incloent els sòlids de Catalan i les bipiràmides i trapezoedres, a més dels seus anàlegs no convexos.